# August Prien

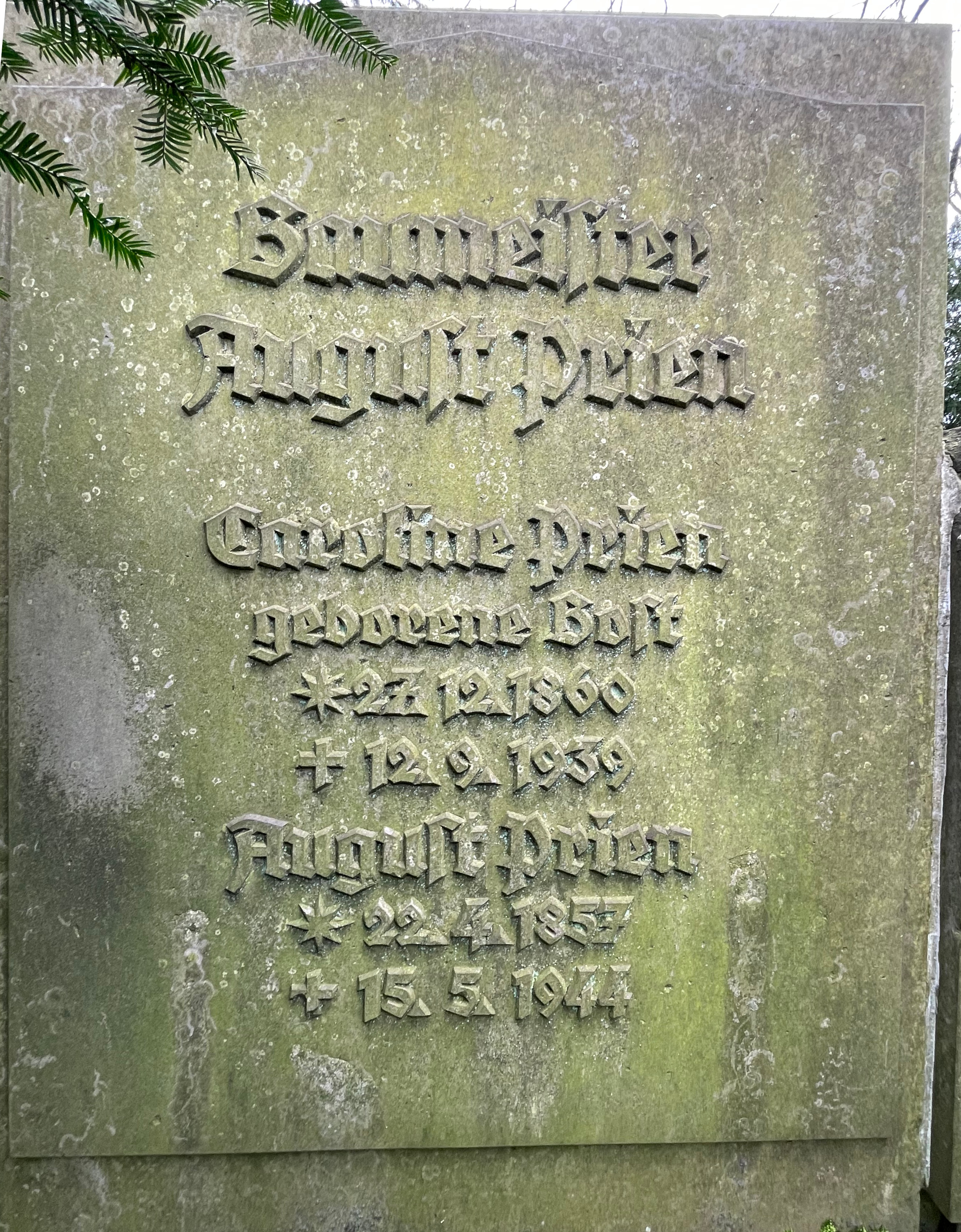
Familiengrab von August Prien auf dem Alten Friedhof Harburg

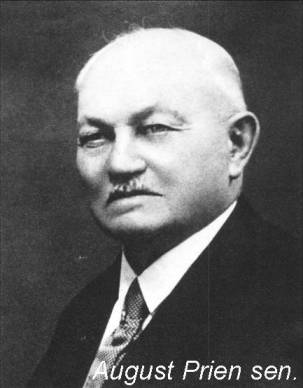
August Prien

August Prien (* 22. April 1857; † 15. Mai 1944) war ein deutscher Baumeister und Bauunternehmer. 

## Leben
August Prien absolvierte die Baugewerkschule Holzminden. 1882 wurde er vom Zimmermeister August Wilhelm Wiegels in dessen Zimmerei-Betrieb in Harburg eingestellt. Wiegels hatte mit einer Tischlerei begonnen und baute diese innerhalb kurzer Zeit zu einem Baugeschäft aus. 1892 baute dieses Unternehmen das Harburger Rathaus. 
Im Jahr 1898 wurde Prien Teilhaber des Baugeschäfts; 1901 schied Wiegels aus und Prien wurde der alleinige Inhaber. Das Unternehmen firmierte nun unter Aug. Prien & Co. Baugeschäft GmbH. 1902 zog es vom Kanalplatz an den Harburger Dampfschiffsweg um, wo es nach wie vor ansässig ist. 
Zu den Bauten, die das Baugeschäft Aug. Prien & Co. errichtete, gehören unter anderem die Eisenbahnbrücke über die Süderelbe, der Harburger Bahnhof und die Kirche St. Paulus in Heimfeld. Für diesen Kirchenneubau wurde August Prien mit dem Preußischen Kronenorden IV. Klasse ausgezeichnet. 1913 baute er auf dem Grundstück Eißendorfer Pferdeweg 34 ein Haus für seine eigene Familie. Dies war allerdings nicht sein einziger Immobilienbesitz. „Als Bauunternehmer war er eine Art Organisationszentrum der Stadtteilentwicklung. Er baute fast alle Harburger Fabriken dieser Zeit und stand auch als Erbauer der Privathäuser von deren Eignern und Managern zur Verfügung. Er vermittelte Architekten, diente auch selbst als Architekt (Haus Palm, Pferdeweg 40, Haus Prien, Billunger Weg 61), half beim Zuschnitt der Grundstücke und sorgte für die passende Nachbarschaft.“
1937 trat Prien der NSDAP bei.

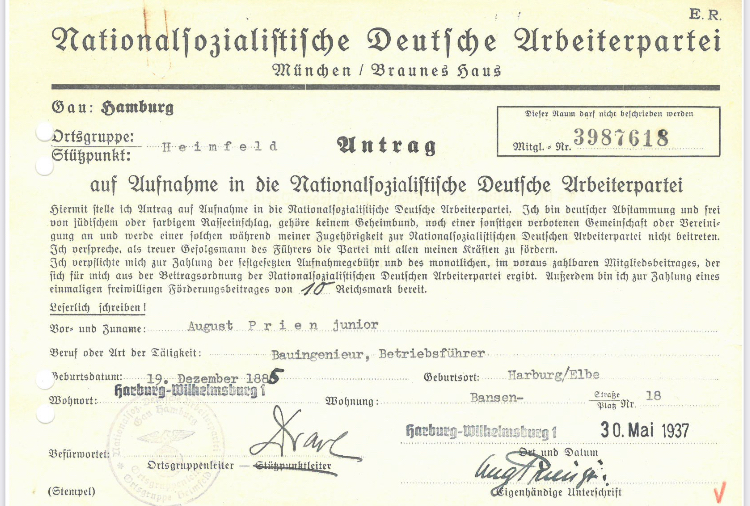
NSDAP-Aufnahmebestätigung August Prien junior

Priens ältester Sohn, August Prien junior, trat 1936 in das Geschäft ein. 
Nachdem August Prien sein Baugeschäft in eine Kommanditgesellschaft umgewandelt hatte, blieb er Komplementär, wohingegen diverse Familienangehörige Kommanditisten wurden. Testamentarisch legte er fest, dass die Anteile der einzelnen Gesellschafter und deren Rechtsbeziehungen sich nicht ändern dürften.

## Unternehmensentwicklung nach August Priens Tod

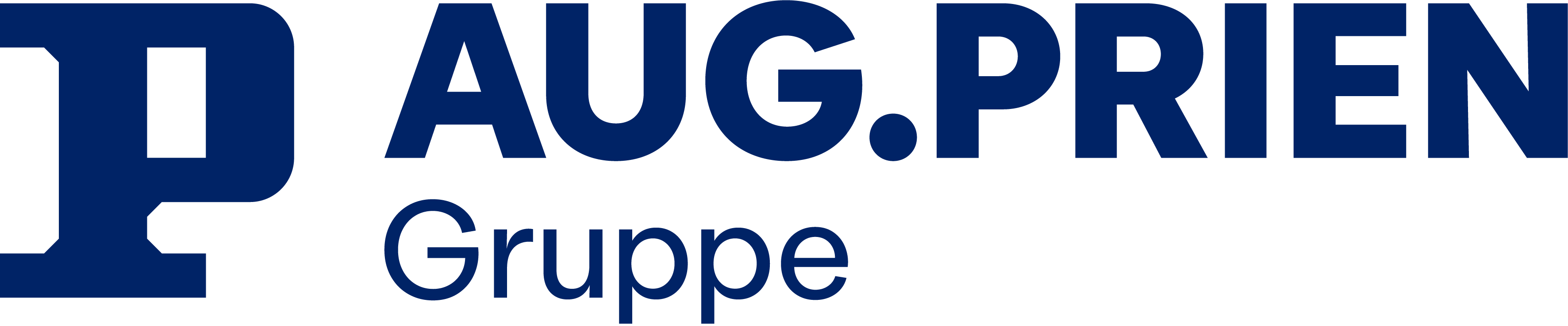

Nach August Priens Tod im Jahr 1944 wurde August Prien junior alleiniger Komplementär. 1950 wurde eine Niederlassung des Unternehmens in Bremen gegründet, 1959 die August Prien Verwaltungsgesellschaft mbH, die als Komplementärin in die Aug. Prien KG aufgenommen wurde. 
August Prien junior, der 1969 starb, hinterließ eine Denkschrift, in der er die Richtlinien für die weitere Führung des Unternehmens festlegte. Sie trägt den Titel Mein Vermächtnis an die Geschäftsleitung der Firma Aug. Prien und stammt aus dem Jahr 1968. Gemäß seinen Vorgaben wurde das Unternehmen nun von drei Geschäftsführern geleitet, die gleichberechtigt neben den Vertretern der Familienstämme beteiligt waren. Ein dreiköpfiger Aufsichtsrat übernahm die Funktion eines neutralen Kontrollorgans. Das Stammkapital lag nach wie vor im Familienbesitz.
Im Jahr 1990 übernahm das Unternehmen eine fünfzigprozentige Beteiligung an der Brünnich Bau GmbH in Kühlungsborn, 1995 wurde eine Niederlassung in Köln gegründet und 1997 entstand die Tochtergesellschaft Aug. Prien Immobilien, Gesellschaft für Projektentwicklung mbH. 2002 übernahm man eine hundertprozentige Beteiligung an der Taucher Knoth (Nachf.) GmbH & Co. KG in Hamburg. Eine Niederlassung in Dortmund wurde 2012 gegründet, 2015 folgten Niederlassungen in Frankfurt am Main und auf Sylt.